# Espostoa utcubambensis
Espostoa utcubambensis är en kaktusväxtart som beskrevs av G.J. Charles. Espostoa utcubambensis ingår i släktet Espostoa och familjen kaktusväxter. Inga underarter finns listade i Catalogue of Life.